# Ефект «ми – вони»
Ефект «ми — вони» — груповий ефект, почуття належності до групи (ефект «ми») і відповідно відстороненості, відокремлення від інших (ефект «вони»).

## Сутність
Множину іноді називають "чорною скринькою", яка вміє відповідати тільки на одне запитання "чи належить елемент {\displaystyle x} до даної множини". Нічого іншого ця "чорна скринька" робити не вміє. Зокрема, основний принцип наївної теорії множин полягає у тому, що для властивості {\displaystyle P(x)} зі змінною {\displaystyle x} існує сукупність тих і лише тих множин {\displaystyle x_{0},} які наділені цією властивістю. Це записують наступним чином: {\displaystyle \{x:P(x)\}.}
Множина за Георгом Кантором - це об'єднання в одне загальне об'єктів, добре розрізняних нашою інтуїцією або нашою думкою.
Для встановлення того, що людина є негідною, наприклад, іноді прикладаються певні зусилля, щоб встановити її приналежність до множини усіх негідників, що може допомагати усвідомлювати таку приналежність. Найпопулярнішою є діяльність по віднесенню людей до множини психічно хворих та/або нерозумних. Однією з найпопулярніших множин людей є так звані "нормальні". 